# فیفا ۲۱
فیفا ۲۱ (به انگلیسی: FIFA 21) یک بازی ویدئویی شبیه‌سازی فوتبال است که توسط الکترونیک آرتس به عنوان نسخه ۲۰۲۱ از سری فیفا منتشر شد. این ۲۸مین نسخه در مجموعه بازی‌های فیفا به‌شمار می‌رود که در تاریخ ۹ اکتبر ۲۰۲۰ برای مایکروسافت ویندوز، پلی‌استیشن ۴، ایکس‌باکس وان و نینتندو سوئیچ منتشر شد و نسخهٔ ارتقاء یافته آن در ۳ دسامبر ۲۰۲۰ برای کنسول‌های پلی‌استیشن ۵ و اکس‌باکس سری اکس/اس عرضه گردید، به‌علاوه نسخه‌ای برای استادیا در تاریخ ۱۷ مارس ۲۰۲۱ منتشر شد. این بازی در ۱۸ ژوئن ۲۰۲۰ در EA Play Live معرفی شد. EA Play به دلیل دنیاگیری کروناویروس در حساب رسمی توییچ الکترونیک آرتس برگزار شد. کیلین ام‌باپه به عنوان ستاره روی کاور همه نسخه‌ها قرار گرفت. ای‌ای اسپورتس همکاری چند ساله انحصاری با میلان و اینتر را اعلام کرده‌است و رم در نسخه بعدی بازی ویدیویی فیفا ۲۱ حضور نخواهد داشت. رنگ تم بازی
نیز بنفش است. چهار نسخه مختلف از این بازی برای سفارش در دسترس است: نسخه استاندارد، نسخه‌های چمپیونز، نسخه التیمیت و نسخه بکهام ادیشن.
برای این نسخه از فیفا، کیلین ام‌باپه بازیکن بین‌المللی فرانسوی است که روی جلد بازی حضور دارد. در نسخه استاندارد، وی لباس خانگی پاری سن ژرمن را می‌پوشد، در نسخه چمپیونز او در پیراهن خارج از خانه با لوگوی لیگ قهرمانان اروپا روی شانه و نسخه التیمیت، در هنگام ورود به کلیرفونتین برای پیاده‌روی با تیم ملی فوتبال فرانسه با لباس غیرورزشی ظاهر می‌شود.
بازیکنانی که بازی را برای ایکس‌باکس وان یا پلی‌استیشن ۴ خریداری کرده‌اند نیز می‌توانند این بازی را برای ایکس‌باکس سری ایکس و پلی‌استیشن ۵ به صورت رایگان بارگیری کنند.

## سیستم بازی

### حالت‌های بازی

#### کریر مود
حالت کریر فیفا ۲۱ از چندین تغییر عمده بهره می‌برد. اول از همه، اکنون این امکان وجود دارد که بازیکن بتواند مسابقات مانند بازی فوتبال منیجر را شبیه‌سازی کند، و او می‌تواند در هر زمان در مسابقه مداخله کند تا نتیجه را تغییر دهد. او همچنین می‌تواند تنها در اقدامات مهم مانند پنالتی ها و ضربات آزاد شرکت کند. همچنین پیگیری وضعیت جسمی و پتانسیل جوانان در زمان واقعی در طول مسابقه امکان‌پذیر است. Cette nouvelle این عملکرد جدید شارپ نام دارد. این بازیکن اکنون قادر خواهد بود برای مربیگری بازیکن جدید را برای موقعیت جدید انتخاب کند، بنابراین یک مدافع می‌تواند وینگر شود یا یک هافبک دفاعی می‌تواند جای یک مدافع مرکزی را بگیرد.
این بازیکن هم‌اکنون می‌تواند روزهای خاص استراحت و تمرین را برای بهبود وضعیت بدنی بازیکنان خود تعریف کند. سیستم انتقال نیز تکامل یافته‌است و اکنون کنترل بیشتری را ارائه می‌دهد. گنجاندن گزینه خرید در حین قرض گرفتن و همچنین انواع بندها امکان‌پذیر است. این بازیکن قبل از ورود به حالت کریر گزینه افزایش بودجه باشگاه خود را دارد.
یکی از قابلیت های این بخش آکادمی است که در آنجا می توانید
بازیکنان جوان را به تیم بیاورید و زیر نظر داشته باشید.

#### التیمیت تیم
حالت التیمیت تیم اکنون با کوپ فوت همراه است که به بازیکنان این امکان را می‌دهد تا با انجام اهداف، تیمی را با بازیکن دیگری ایجاد کنند و در طی هفته‌ها آن‌ها را صعود کنند. این تیم قادر خواهد بود با توجه به سطح خود در ترکیبات دیگر قرار بگیرد و تقسیم را تغییر دهد. اکنون این امکان وجود دارد که بازیکن بتواند ظاهر تیم خود را، از جمله لباس بازیکنانش یا نحوه رفتار هواداران، سفارشی کند.

#### ولتا
در فیفا ۲۰ ظاهر شد، اکنون حالت ولتا به‌صورت آنلاین قابل انجام است. شخصی‌سازی آواتارها گسترده‌تر از نسخه‌های قبلی است، از جمله لباس‌های واقعی فوتبال یا لباس‌های مجموعه‌های باشگاه. بازی کردن به عنوان بازیکن واقعی در این حالت امکان‌پذیر است. پنج سایت جدید از جمله مرکز سائو پائولو، خیابان‌های میلان یا گنبد ژئودزیک دبی در دسترس است.

## گیم‌پلی
امکانات جدید و تغییرات بازی و گیم‌پلی بر اساس تریلر رسمی به شرح زیر است:
- هنگام حمله با زدن L1 می‌توانید نزدیک‌ترین بازیکن‌تان که در موقعیت خوبی قرار دارد را هر طرفی که بخواهید بفرستید.
- Agile dribbling | دربیل‌های فرز و چابک: این بخش از دنیای واقعی فوتبال و بازیکنان فرز و ریز نقش برداشته شده که این اجازه را به بازیکن می‌دهد تا به راحتی حریف خود را جای بگذارد. (از طریق R1 و آنالوگ سمت چپ)
- Creative Runs | فرارهای خلاقانه: در این بخش کنترل و شخصی‌سازی روی پلیرها به شدت افزایش یافته، برای مثال هنگام حمله وقتی که به بازیکن خود پاس می‌دهید با نگه داشتن L1 می‌توانید کنترل بازیکن بدون توپ را داشته باشید یا اینکه می‌توانید با L1 و آنالوگ سمت راست به بازیکن بدون توپ بگویید به کدام مسیر حرکت کند.
- Positioning awareness | مالکیت آگاهانه: در این بخش به هوش مصنوعی بازیکنان تمرکز شده‌است. در فیفا ۲۱ پیشرفت هوش مصنوعی بازیکنان به شدت احساس خواهد شد چنانچه حس دیدن فوتبال واقعی حس می‌شود، از بازی‌سازی تا نفوذهای واقعی گرایانه‌تر تا… برای مثال دی بروینه در پیدا کردن جاهای خالی برای پاس دادن بهتر عمل خواهد کرد یا آگوئرو هنگام حمله سعی می‌کند که از خط آفساید رد نشود.
- Natural collision system | سیستم برخورد طبیعی: این بخش مربوط به فیزیک و ری‌اکشن بهتر و هوشمندتر بازیکنان می‌باشد. برای مثال وقتی توپ از دست می‌رود بازیکنان به‌طور هوشمندتر و با نظم بیشتری برای به دست گرفتن توپ می‌جنگند.
- Fundamental of football | اساس فوتبال: این بخش نشان می‌دهد که پاس‌های عمق هوایی، زمینی، سانترها بسیار بهبود یافتند و همچنان قادر به تعیین دقیق ضربهٔ سرتان خواهید بود.
- Rewind mode | حالت بازگشت به عقب: در این مود می‌توانید سی ثانیه به عقب برگردید و موقعیت خراب شده رو دوباره تکرار کنید. این مود فقط برای کریر و کیک‌آف هست و باید از بخش Reply به آن دسترسی پیدا کنید. در شرایط زیر از قابلیت Rewind نمی‌شود استفاده کرد: ۱. پس از پایان نیمه اول یا پایان بازی ۲. بعد از مصدومیت‌ها، تعویض، ضربات پنالتی و خطاها. در این مود سیستم بازی بیشترین تلاشش را می‌کند تا موقعیت را دوباره شبیه‌سازی کند، اما زمان‌هایی هستند که این اجازه به شما داده نمی‌شود تا دقیقاً به ثانیه‌ای که در خواست کرده‌اید برید (برای مثال میان انجام یه حرکت مثل دربیل کردن) پس سیستم خود به خود شما را به مناسب‌ترین ثانیهٔ بخش انتخاب شده می‌برد.
- Competitor mode | حالت رقیب: با فعال کردنش (بخش‌های آفلاین و کریر) سطح هوش مصنوعی را به سطح بازی شما می‌رساند.
- حین انجام دادن یک اسکیل به اشتباه، می‌توانید بلافاصله با فشردن R2+L2 انجام آن را لغو کنید.
- بازیکنان در فیفا ۲۱ تمرکز بیشتری بر جریان بازی دارند و خط دفاعی شراکت کمتری در حمله‌های تیم دارد و در بعضی مواقع یک مدافع سوم (یک مدافع اضافی) در بین خط دفاعی جا می‌گیرد، همچنین دیگر شاهد بعضی اتفاقات مثل بازشدن روزنه‌ای در خط دفاعی نخواهیم بود.
- شروع بازی از این پس باید حداکثر ۱۰ ثانیه طول بکشد، پرتاب اوت ۱۲ ثانیه، کرنر، ضربه دروازه و پنالتی ۱۵ ثانیه و درنهایت ضربه آزاد هم حداکثر ۲۰ ثانیه طول خواهد کشید و کاهش زمان آن‌ها نسبت به قبل باعث می‌شود از اتلاف وقت جلوگیری شده و بازیکنی که گل خورده هم کمتر تحت تأثیر قرار بگیرد.
- بعضی از انیمیشن‌ها نیز در حالت آنلاین تغییراتی خواهند داشت و کوتاه‌تر می‌شوند. برای مثال خارج شدن توپ از زمین و حرکت بازیکن برای پرتاب اوت یا آماده شدن دروازه‌بان برای ضربه زدن به توپ، به‌شکلی طراحی می‌شوند که نیازی به تماشای انیمیشن‌های طولانی‌مدت نباشد و کار هرچه سریع‌تر پیش برود.
- Manual headers | ضربات سر به توپ به شکل دستی: شما می‌توانید دقیقاً جایی را که می‌خواهید بازیکن سرزن تیم‌تان برود مشخص کنید. با فعال کردن این آپشن هنگام بازی، ضربات سر بازیکنان به جهت‌های مختلف نمی‌روند که موقعیت از دست برود، همچنین با نشانه‌گیری و پر کردن قدرت موردنظر در حالی که می‌خواهید ضربه سر را بزنید، و نشانه اولیه‌ای که شما می‌گیرید برای ضربه زدن، به شما کمک خواهد کرد که از ضربات سر بهتر استفاده کنید. این آپشن این اجازه را می‌دهد موقعیت گل‌های بیشتری به وجود بیاورید که نیاز هست با ضربه سر کار تمام شود، همچنین، این موقعیت گل می‌تواند باعث شود که موقعیت گل‌های زیادی در خط حمله و در حملات تیم شکل بگیرد، که البته اگر به قصد و اراده فرد بازیکن، این آپشن زیاد انجام شود، می‌شود که بیشترین گل‌های تیم را با بازیکنانی به ثمر رساند که نقش اصلی در تیم دارند. این آپشن در تمامی پارت‌های بازی قابل استفاده خواهد بود.
- حذف بعضی از شادی‌های پس از گل در فیفا ۲۱ برای بهتر شدن محیط بازی: شادی‌های پس از گل هرچند جذابیت خاص خود را دارند و تنوع زیادی به آن می‌دهند، ولی از طرف دیگر بعضی از آن‌ها هم با اعصاب و روان بازیکنی که گل خورده بازی می‌کنند! شادی‌هایی که خیلی از آن‌ها حالت جالب و بامزه‌ای دارند، ولی بعضی موارد هم بیش از حد باعث عصبانیت فرد مقابل می‌شوند و در فیفا ۲۱ حداقل دو مورد از آن‌ها حذف خواهند شد. اولین مورد به Shush یا همان نوع شادی‌ای برمی‌گردد که در آن بازیکنی که گل زده، با بالا آوردن دست خود حریف را به سکوت دعوت می‌کند؛ شادی‌ای که وقتی با دویدن بازیکن در زمین همراه شود، عصبانیت حریف را به اوج خود می‌رساند و همواره انتقادات زیادی نسبت به آن وجود داشته‌است. این مدل شادی پس از گل در فیفا ۲۱ حضور نخواهد داشت. از طرف دیگر شادی پس از گل A-OK هم از بازی حذف می‌شود؛ شادی‌ای که به حرکت معروف دله الی مربوط می‌شود. این حرکت بازیکن تیم تاتنهام هاتسپر در سال ۲۰۱۸ معروفیت زیادی پیدا کرده و حتی به چالشی بین مردم تبدیل شده بود و خیلی‌ها به‌دنبال این بودند که حرکتی شبیه آن را اجرا کنند. علت حذف شدن این نوع شادی با مدل قبلی متفاوت است و به این قضیه برمی‌گردد که سال گذشته نماد OK از دید گروه‌هایی به‌عنوان یک نماد مرتبط با نفرت محسوب شد و بحث‌های زیادی پیرامون آن شکل گرفت؛ به‌طوری‌که حتی اخیراً چنین نمادی از بازی ندای وظیفه: جنگاوری نوین و ندای وظیفه: منطقه جنگی نیز حذف شده‌است.
- با روشن کردن Auto Flair Pass از قسمت Controller Settings، زمانی که لازم باشد پاس شما نمایشی ارسال می‌شود.
- تکل‌های سخت و بعضی اسکیل مووها در فیفا ۲۱:
  - Bridge and nutmeg Skill Moves:

با استفاده از ترفندهای این بخش در بازی، شما راحت‌تر می‌توانید در نبردهای ۱ به ۱ حریفتان را مغلوب کنید.
- - Bridge Skill (دریبل دو طرفه): R1/RB + R1/RB. این اسکیل را فقط در حرکت رو به جلو می‌توانید انجام بدهید.
  - Directional Nutmeg: L1/LB + R1/RB + RS.
  - Cancel foul advantage: با استفاده از این راه حل پایین، شما می‌تونید که آوانتاژ را لغو کنید و به جای آوانتاژ خطای مورد نظر را بزنید. L2/LT + R2/RT. این اجازه را به بازیکنان‌تان می‌دهد که به‌جای آوانتاژ از داور درخواست خطا بدهد.
  - Instant Hard Tackles: R1/RB + دایره / B. با استفاده از این فرمول، به صورت بسیار سریع تکل‌های بسیار قوی انجام می‌شود و لازم به نگه داشتن دکمه تکل یا… نیست.
- در فیفا ۲۱، ما قادر خواهیم بود که بین چمن مصنوعی و واقعی، یکی را انتخاب کنیم. همچنین می‌توانیم در بخش تنظیمات بازی، سایه‌هایی که سبز پررنگ هستند را، از بازی کنار بگذاریم یا این اجازه را بدهیم که تو زمین باشند. از دیگر قابلیت‌هایی هم که دربارهٔ این سایه‌ها وجود دارد، این است که شما می‌توانید این سایه‌ها را پررنگ‌تر و قابل رویت‌تر کنید یا خیلی کم‌رنگش کنید.

## آلتیمیت تیم
امکانات جدید و تغییرات بخش آلتیمیت تیم بازی بر اساس تریلر رسمی به شرح زیر است:
- در آلتیمیت فیفا ۲۱ می‌توانید ورزشگاه‌تان را شخصی‌سازی کنید.
- در FUT21 می‌توانید سرود آغازین بازی ورزشگاه‌تان، شعارها، بنرها را عوض کنید. بعد هر گل هم می‌توانید نوع جشن تماشاگران و موارد فرعی دیگر را هم انتخاب کنید.
- اگر بازیکنی در دنیای فوتبال برای مثال ضربه آزاد استثنایی یا گل با ضربه سر بزند و… قدرت زدن ضربات آزاد یا ضربه سر آن بازیکن در آلتیمیت نیز افزایش می‌یابد.
- شما می‌توانید در FUT21 استادیوم شخصی خودتان را بسازید و در هر مرحله‌ای آن رو ارتقا دهید و تغییراتی در سرتاسر استادیوم مثل نوع چمن و سقف و… ایجاد کنید.
- در بخش کوآپ دوستانه می‌توانید دو به دو با دوست‌هایتان بازی کنید.
- در بخش آیکون‌ها نیز آیکون اریک کانتونا، سامی اتوئو، ژاوی و پوشکاش اضافه شده‌است.

## پرو کلاب
- در پروکلاب این فصل، در بخش Manager قابلیت جدیدی اضافه شده که از طریق آن می‌توانید ظاهر بازیکنان، اسم بازیکنان و کیت تیم رو شخصی‌سازی کنید.
- گزینهٔ All Players برای تمامی بازیکنان نمایان خواهد بود ولی فقط منیجر باشگاه قادر به شخصی‌سازی کردن بازیکنان می‌باشد.
- در فیفا ۲۱ از +۲۱ بازیکن پیشنهادی منیجر تیم می‌تواند کسی را خودش انتخاب کند که در وزن‌ها و قدهای مختلفی هستند. بعد تغییرات ظاهری مثل اسم، شماره پیراهن، پای تخصصی، تغییرات چهره، نوع دویدن و حتی خوشحالی را می‌تواند انجام دهد.
- حالا دیگر کاپیتان یا ادمین تیم‌ها در پرو کلاب می‌توانند تاکتیک‌ها و اینستراکشن‌ها و همچنین ترکیب‌ها یا همان فرمیشن‌ها را تا پنج نوع مختلف بچینند. به این صورت که به عنوان مثال تیم حین بازی در حالت "اولترا دفنسیو" یا آخرین حد از تاکتیک دفاعی، فرمیشن و تاکتیکش تغییر می‌کند به ترکیب "۴-۵-۱" و تاکتیک‌ها و… هم تغییر می‌کنند. در حالت هجومی و فوق هجومی هم این قضیه صدق می‌کند.
- اگر می‌خواهید یه دست سریع بازی کنید، می‌توانید فقط ترکیب تیم را تغییر بدهید.

## ولتا
امکانات جدید و تغییرات بخش ولتا بازی بر اساس تریلر رسمی به شرح زیر است:
- ۵ لوکیشن جدید ولتا:
  - سائو پائولو
  - پاریس
  - سیدنی
  - دبی
  - میلان
- با بیش از ۳ نفر می‌توانید آنلاین بازی کنید
- لوکیشن‌های جدید
- قابلیت انتخاب لباس از باشگاه‌ها، آدیداس و…
- سیستم جدید دیویژن و رنک‌ها
- ایونت‌ها با زمان محدود
- تمرین با کاکا
- بازیکنانی که استار اسکیل ۱ تا ۳ دارند حرکات معمولی می‌توانند بزنند. اما بازیکنانی که استار اسکیل ۴ تا ۵ دارند حرکات بیشتری مانند Thigh Flick, Ball Roll Flick, Rainbow, Ball Hop Flick, Sombrero, و بیشتر می‌توانند بزنند.
- برای بازیکنان با استار اسکیل ۵ هم حرکات اختصاصی جدیدی اضافه شده‌است. Around the World Flick, Drag Back Flick Spin and Ball Roll Flick Spin
- دقت و صحت شوت‌زنی در ولتا بسیار افزایش یافته‌است.
- دفاع و بلاک توپ در بازی‌های بدون دروازه‌بان بسیار افزایش یافته به طوری که به بازیکن دفاع‌کننده برخی از قابلیت‌های دروازه‌بانان اضافه شده‌است.
- حمله‌های هوشمندانه: یکی دیگر از بزرگ‌ترین تغییرات ولتا در حمله‌ها (به خصوص ضدحمله‌ها) است به طوری که بازیکنان تیم با هوش مصنوعی نسبت به موقعیت بازیکن صاحب توپ بهترین موقعیت را برای حرکت انتخاب می‌کنند و در ضدحمله‌ها روان بودن گیم‌پلی را به‌شدت حس خواهید کرد.
- برای حرکت Agible dribling: Hold R1 or RB and move LS
- برای حرکت nutmeg mechanic: Hold L1 + R1 or Hold LB + RB

و RS را به هر طرفی که می‌خواهید حرکت بدهید.
- بخش FEATURED BATTLES: در بخش فیوچر بتل که هر هفته انجام می‌شود با تیم‌های سی‌پی‌یو بازی می‌کنید (مانند اسکواد بتل آلتیمیت) و با گرفتن بتل پوینت می‌توانید یک سری جوایز مثل کوین دریافت کنید.
- در ولتا فوتبال فیفا ۲۱، مرتباً تیم‌هایی عرضه می‌شود و همچنین کیت‌ها و بقیه چیزهای لازم برای یک تیم یا شخصیت، از برندهای تیم‌های درون مسابقات فوتبال خیابانی در واقعیت یا باشگاه‌های حرفه‌ای و… گرفته شده.
- یکی از چیزهایی که در بخش دفاعی ولتا، از بهبود کیفیت بالایی برخوردار بوده، این است که شما می‌توانید با تمام انیمیشن‌های ممکن و انیمیشن‌های جدید، با دروازه‌بانتان در ولتا توپ‌ها را مهار کنید. در بعضی بازی‌ها که دروازه‌بان حضور ندارد، و بازیکنان از دروازه دفاع می‌کنند، شرایط برای دستیابی به برد سخت‌تر شده.

## سفیرهای بازی
سفیرهای فیفا ۲۱ بر اساس اعلام ای‌ای اسپورتس:
- کیلین ام‌باپه
- ارلینگ هالند
- ژوآو فلیکس
- ترنت الکساندر-آرنولد
- برونو گیماریس
- کارلوس ولا
- جورجیا استنوی
- جیووانی رینا
- هانگ هی چان
- خاویر ارناندس
- ملری پییو
- میسون ماونت
- فیل فودن
- رودریگو گوئس
  -  استیون برخواین
- تئو هرناندز
- وو لی

## آیکان‌های جدید
آیکان‌های جدید فیفا ۲۱ بر اساس اعلام ای‌ای اسپورتس:
- اریک کانتونا
- اشلی کول
- پیتر چک
- ساموئل اتوئو
- فرناندو تورس
- فیلیپ لام
- فرانس پوشکاش
- باستیان شواینشتایگر
- داور شوکر
- نمانیا ویدیچ
- ژاوی
- دیوید بکهام

## ۲۰ بازیکن برتر بازی
1. لیونل مسی (۹۳)
2. کریستیانو رونالدو (۹۲)
3. روبرت لواندوفسکی (۹۱)
4. کوین دی بروینه (۹۱)
5. نیمار (۹۱)
6. یان اوبلاک (۹۱)
7. ویرجیل فن دایک (۹۰)
8. کلین امباپه (۹۰)
9. محمد صلاح (۹۰)
10. سادیو مانه (۹۰)
11. مارک-آندره تر اشتگن (۹۰)
12. الیسون بکر (۹۰)
13. سرخیو آگوئرو (۸۹)
14. سرخیو راموس (۸۹)
15. مانوئل نویر (۸۹)
16. تیبو کورتوا (۸۹)
17. کاسمیرو (۸۹)
18. کریم بنزما (۸۹)
19. ادن آزار (۸۸)
20. رحیم استرلینگ (۸۸)

## تیم‌های ملی فیفا ۲۱
- آمریکای جنوبی
- آرژانتین
- برزیل
- پاراگوئه
- اروگوئه
- بولیوی
- ونزوئلا
- شیلی
- کلمبیا
- پرو
- اکوادور
- آمریکای شمالی
- ایالات متحده آمریکا
- کانادا
- مکزیک
- آسیا
- هند
- استرالیا
- چین
- نیوزیلند
- اروپا
- اتریش
- بلژیک
- بلغارستان
- جمهوری چک
- دانمارک
- آلمان
- انگلستان
- فنلاند
- فرانسه
- یونان
- مجارستان
- ایسلند
- جمهوری ایرلند
- ایتالیا
- هلند
- نروژ
- پرتغال
- لهستان
- رومانی
- روسیه
- اسکاتلند
- اسلوونی
- اسپانیا
- سوئد
- سوئیس
- ترکیه
- ولز
- آفریقا
- کامرون
- ساحل عاج
- مصر
- آفریقای جنوبی